# Humboldtianidae
Die Humboldtianidae sind eine Familie aus der Unterordnung der Landlungenschnecken (Stylommatophora). Ihr Verbreitungsgebiet ist beschränkt auf Zentralamerika und das südliche Nordamerika. Einige Vertreter der Familie zeigen die Tendenz zur Rückbildung des Gehäuses. Die ältesten Vertreter der Familie stammen aus dem oberen Eozän (Paläogen) Insgesamt umfasst die Familie etwa 50 Arten.

## Merkmale
Die Gehäuse sind variabel in Größe, Farbe und Farbe. Die größten Vertreter werden bis über 50 mm groß, die kleinsten nur etwa 12 mm. In der Unterfamilie Humboldtianidae sind sie eher kugelig bis abgeflacht mit ovaler Mündung. Die Schale ist relativ dünn. Häufig sind Spiralstreifen, die Skulptur ist relativ gering ausgebildet. Die Vertreter der Unterfamilie Bunnyinae dagegen haben die Tendenz zur Rückbildung des Gehäuses (sog. Vitrinisierung). Die erwachsenen Tiere können sich nicht mehr vollständig in das Gehäuse zurückziehen. Die Mündung ist relativ groß und oval. Es ist zudem sehr dünn und durchsichtig. Es sind ursprünglich vier Liebespfeilsäcke vorhanden, die aber bei manchen Arten auf einen reduziert sein können, wobei die übrigen nur noch als Rudiment vorhanden sind. Bei anderen Arten können die Säcke unterschiedlich groß sein.

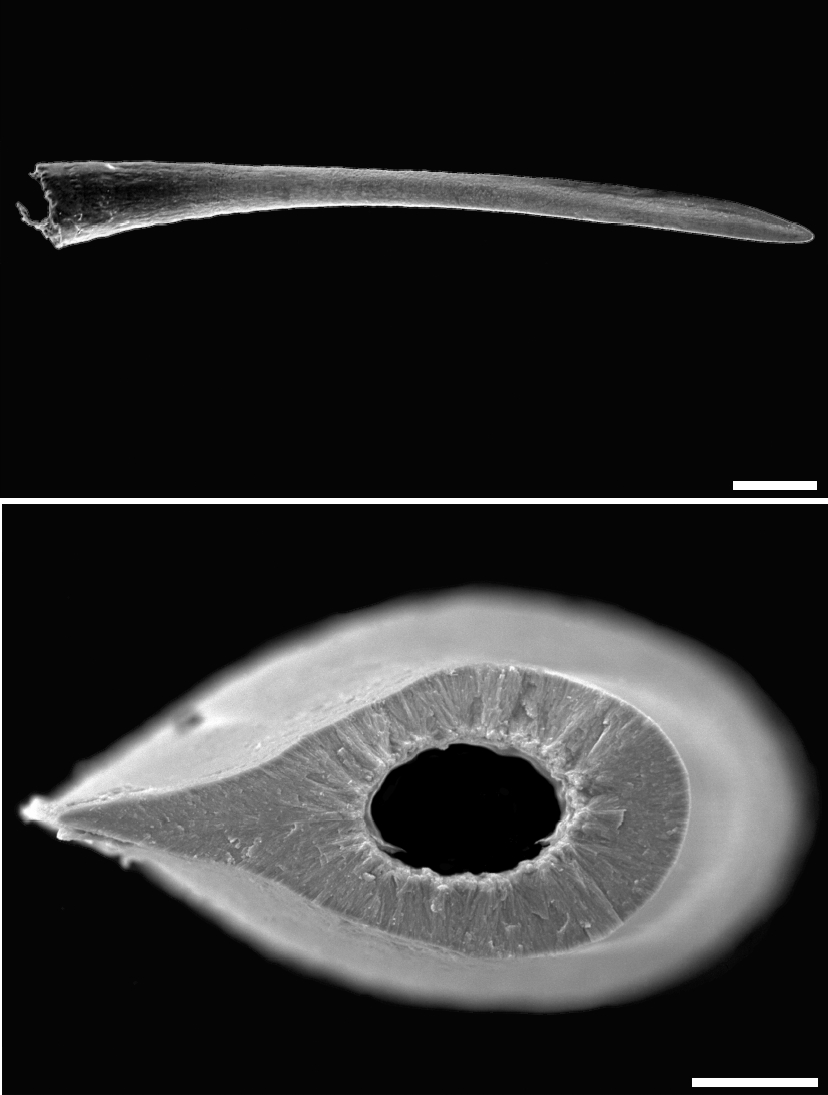
Liebespfeil von Humboldtiana nuevoleonis Pilsbry, 1927, Seitenansicht (oben), Maßstab = 500 μm (0,5 mm); unten: Querschnitt durch den Liebespfeil, Maßstab = 50 μm.

## Vorkommen, Lebensweise und Verbreitung
Die Arten der Familie leben in Mexiko und dem südlichen Texas (USA). In Mexiko leben sie hauptsächlich in Gebirgsnadelwäldern und steigen bis 4000 m an; sie überschreiten dabei sogar die Baumgrenze, wo sie dann auch die Gebirgswiesen besiedeln. Sie bevorzugen dort aride Verhältnisse. In Texas sind die dort lebenden Arten eher an feuchten Standorten zu finden. Über die Lebensweise der Arten ist bisher generell wenig bekannt geworden. Bunnya naranjoae Miller, 1987 aus dem westlichen Mexiko wird nur etwa ein Jahr alt und stirbt nach der Eiablage.

## Systematik
- Humboldtianidae Pilsbry, 1939
  - Humboldtianinae Pilsbry, 1939
    - Humboldtiana Ihering, 1892 (mit sechs Untergattungen Humboldtiana (Humboldtiana) Ihering, 1892, Humboldtiana (Gymnopallax) Thompson, 2006, Humboldtiana (Clydonacme) Thompson, 2006, Humboldtiana (Aglotrochus) Thompson, 2006, Humboldtiana (Polyomphala) Thompson & Brewer, 2000 und Humboldtiana (Oreades) Thompson & Brewer, 2000)[2]
    - †Skinnerelix Evanoff & Roth, 1992[1] (Eozän)

  - Bunnyinae Nordsieck, 1987
    - Bunnya H. Baker, 1942

## Phylogenie
Die Familie Humboldtianidae ist nach Koene und Schulenberg (2005) die Schwestergruppe der Helminthoglyptidae. Helminthoglyptidae und Humboldtianidae bilden zusammen ein Monophylum, das die Schwestergruppe der Monadeniidae darstellt.
|  | \| \| Helminthoglyptidae \| \| \| \| \| \| Humboldtianidae \| \| \| \| |
|  |                                                                        |
|  | Monadeniidae                                                           |
|  |                                                                        |
|  | Helminthoglyptidae                                                     |
|  |                                                                        |
|  | Humboldtianidae                                                        |
|  |                                                                        |

|  | Helminthoglyptidae |
|  |                    |
|  | Humboldtianidae    |
|  |                    |

|  | \| \| Helminthoglyptidae \| \| \| \| \| \| Humboldtianidae \| \| \| \| |
|  |                                                                        |
|  | Monadeniidae                                                           |
|  |                                                                        |
|  | Helminthoglyptidae                                                     |
|  |                                                                        |
|  | Humboldtianidae                                                        |
|  |                                                                        |

|  | Helminthoglyptidae |
|  |                    |
|  | Humboldtianidae    |
|  |                    |

|  | \| \| Helminthoglyptidae \| \| \| \| \| \| Humboldtianidae \| \| \| \| |
|  |                                                                        |
|  | Monadeniidae                                                           |
|  |                                                                        |
|  | Helminthoglyptidae                                                     |
|  |                                                                        |
|  | Humboldtianidae                                                        |
|  |                                                                        |

|  | Helminthoglyptidae |
|  |                    |
|  | Humboldtianidae    |
|  |                    |

|  | \| \| Helminthoglyptidae \| \| \| \| \| \| Humboldtianidae \| \| \| \| |
|  |                                                                        |
|  | Monadeniidae                                                           |
|  |                                                                        |
|  | Helminthoglyptidae                                                     |
|  |                                                                        |
|  | Humboldtianidae                                                        |
|  |                                                                        |

|  | Helminthoglyptidae |
|  |                    |
|  | Humboldtianidae    |
|  |                    |